# Birni N’Gaouré
Birni N’Gaouré (auch: Birni Garouré, Birni Gaouré, Birnin Gaouré) ist eine Stadtgemeinde und der Hauptort des Departements Boboye in Niger.

## Geographie

### Lage und Gliederung

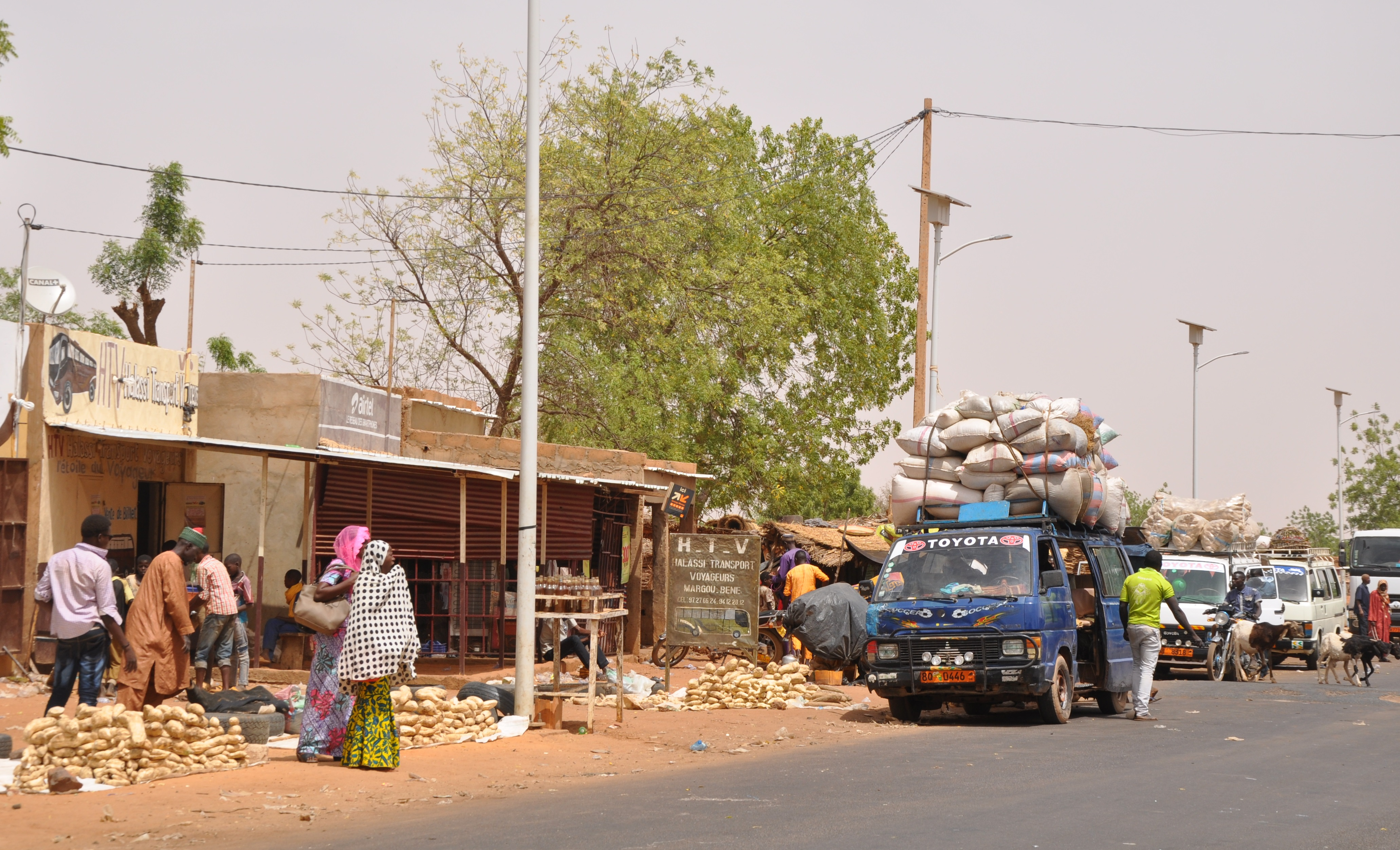
Straßenszene im Dorf Margou im Gemeindegebiet von Birni N’Gaouré (2019)

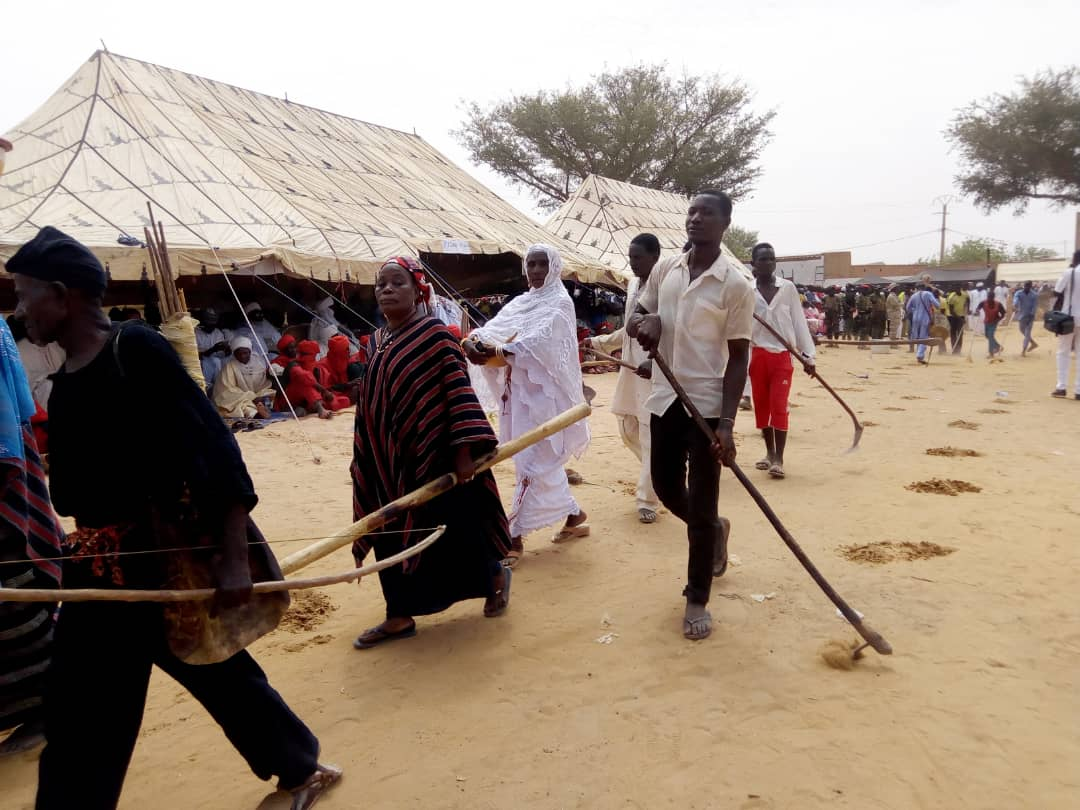
Defilee von Ackerbauern bei einem Fest in Birni N’Gaouré (2019)

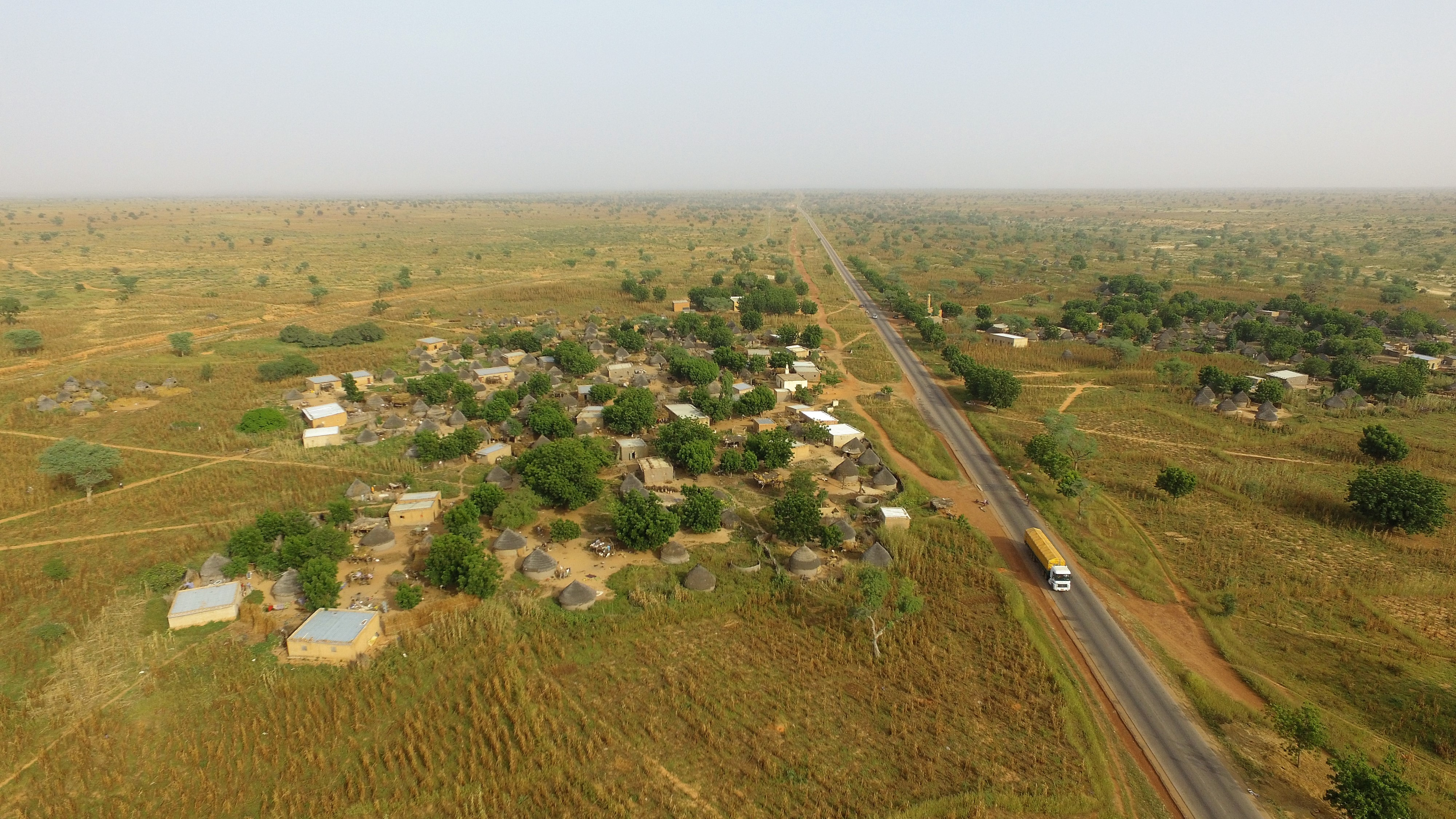
Luftaufnahme des ländlichen Gemeindegebiets von Birni N’Gaouré (2019)

Birni N’Gaouré liegt am Übergang der Sahelzone zur Großlandschaft Sudan. Durch das Stadtgebiet verläuft das Trockental Dallol Bosso. Die Nachbargemeinden sind Kiota im Norden, Gollé im Osten, Fabidji im Süden und Fakara im Westen.
Die Gemeinde Birni N’Gaouré besteht aus einem urbanen und einem ländlichen Gemeindegebiet. Das urbane Gemeindegebiet ist in sieben Stadtviertel gegliedert. Diese heißen Banizoumbou, Birni Kaïna, Fada, Garou Banda, Kotaki, Nouveau Carré und Silinké. Bei den Siedlungen im ländlichen Gemeindegebiet handelt es sich um 51 Dörfer, 54 Weiler und drei Lager.

### Klima
In Birni N’Gaouré herrscht trockenes Wüstenklima vor. Die Niederschlagsmessstation im Stadtzentrum liegt auf 188 m Höhe und wurde 1953 in Betrieb genommen.
|                        | Jan  | Feb  | Mär  | Apr  | Mai  | Jun  | Jul  | Aug  | Sep  | Okt  | Nov  | Dez  |   |      |
| Mittl. Temperatur (°C) | 23,9 | 26,8 | 30,2 | 33,3 | 34,0 | 32,0 | 29,2 | 27,3 | 28,6 | 30,3 | 27,7 | 24,6 | ⌀ | 29   |
| Mittl. Tagesmax. (°C)  | 32,1 | 35,3 | 38,8 | 40,7 | 40,1 | 37,5 | 33,9 | 31,5 | 33,5 | 36,7 | 36,1 | 32,9 | ⌀ | 35,7 |
| Mittl. Tagesmin. (°C)  | 16,5 | 18,9 | 21,6 | 25,4 | 27,8 | 26,8 | 25,0 | 23,8 | 24,3 | 23,8 | 19,5 | 17,2 | ⌀ | 22,6 |
|                        |      |      |      |      |      |      |      |      |      |      |      |      |   |      |
| Niederschlag (mm)      | 0    | 0    | 1    | 3    | 16   | 30   | 77   | 146  | 58   | 11   | 0    | 0    | Σ | 342  |
|                        |      |      |      |      |      |      |      |      |      |      |      |      |   |      |
| Sonnenstunden (h/d)    | 10,3 | 10,5 | 10,8 | 11,2 | 11,4 | 11,1 | 9,7  | 8,2  | 9,6  | 10,5 | 10,4 | 10,2 | ⌀ | 10,3 |
|                        |      |      |      |      |      |      |      |      |      |      |      |      |   |      |
| Regentage (d)          | 0    | 0    | 0    | 1    | 2    | 5    | 9    | 12   | 6    | 2    | 0    | 0    | Σ | 37   |
|                        |      |      |      |      |      |      |      |      |      |      |      |      |   |      |
| Luftfeuchtigkeit (%)   | 16   | 13   | 11   | 20   | 36   | 49   | 63   | 74   | 68   | 43   | 22   | 19   | ⌀ | 36,3 |

| 16,5 |

| 18,9 |

| 21,6 |

| 25,4 |

| 27,8 |

| 26,8 |

| 25,0 |

| 23,8 |

| 24,3 |

| 23,8 |

| 19,5 |

| 17,2 |

| 16,5 |

| 18,9 |

| 21,6 |

| 25,4 |

| 27,8 |

| 26,8 |

| 25,0 |

| 23,8 |

| 24,3 |

| 23,8 |

| 19,5 |

| 17,2 |

| N i e d e r s c h l a g | 0   | 0   | 1   | 3   | 16  | 30  | 77  | 146 | 58  | 11  | 0   | 0   |
|                         | Jan | Feb | Mär | Apr | Mai | Jun | Jul | Aug | Sep | Okt | Nov | Dez |

## Geschichte

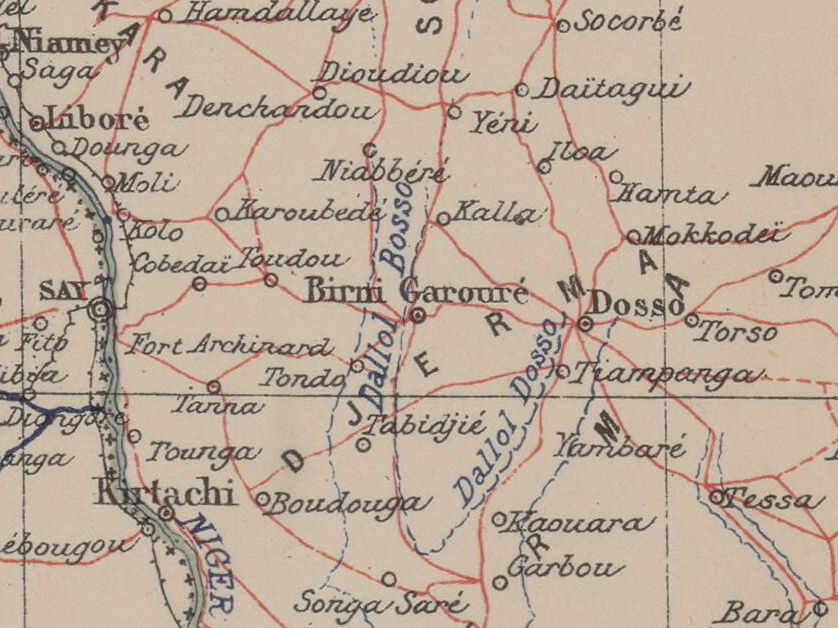
Ausschnitt einer Karte von 1903 mit Birni N’Gaouré (Birni Garouré) im Zentrum

Im Jahr 1900 gestattete der französische Verwaltungsposten in Dosso dem Fulbe-Anführer Bayéro aus dem zu Tagazar gehörenden Dorf Sandiré eine Gruppe Fulbe in und um das neue Dorf Birni N’Gaouré zu einer neuen Einheit zusammenführen.
Bei der Flutkatastrophe in West- und Zentralafrika 2010 wurden 839 Einwohner von Birni N’Gaouré als Katastrophenopfer eingestuft.

## Bevölkerung

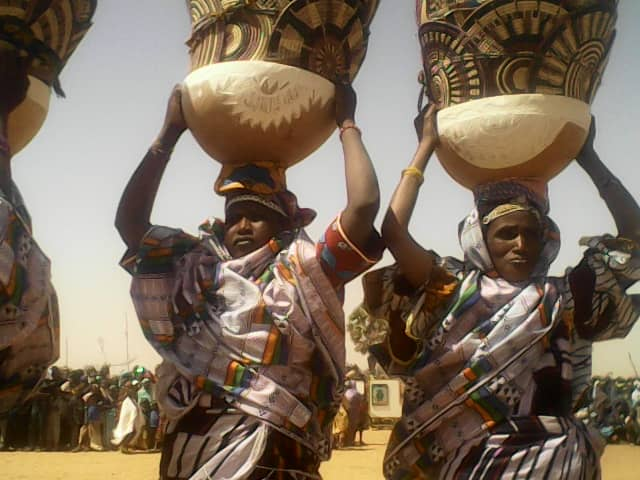
Fulbe-Frauen in traditioneller Aufmachung in Birni N’Gaouré (2019)

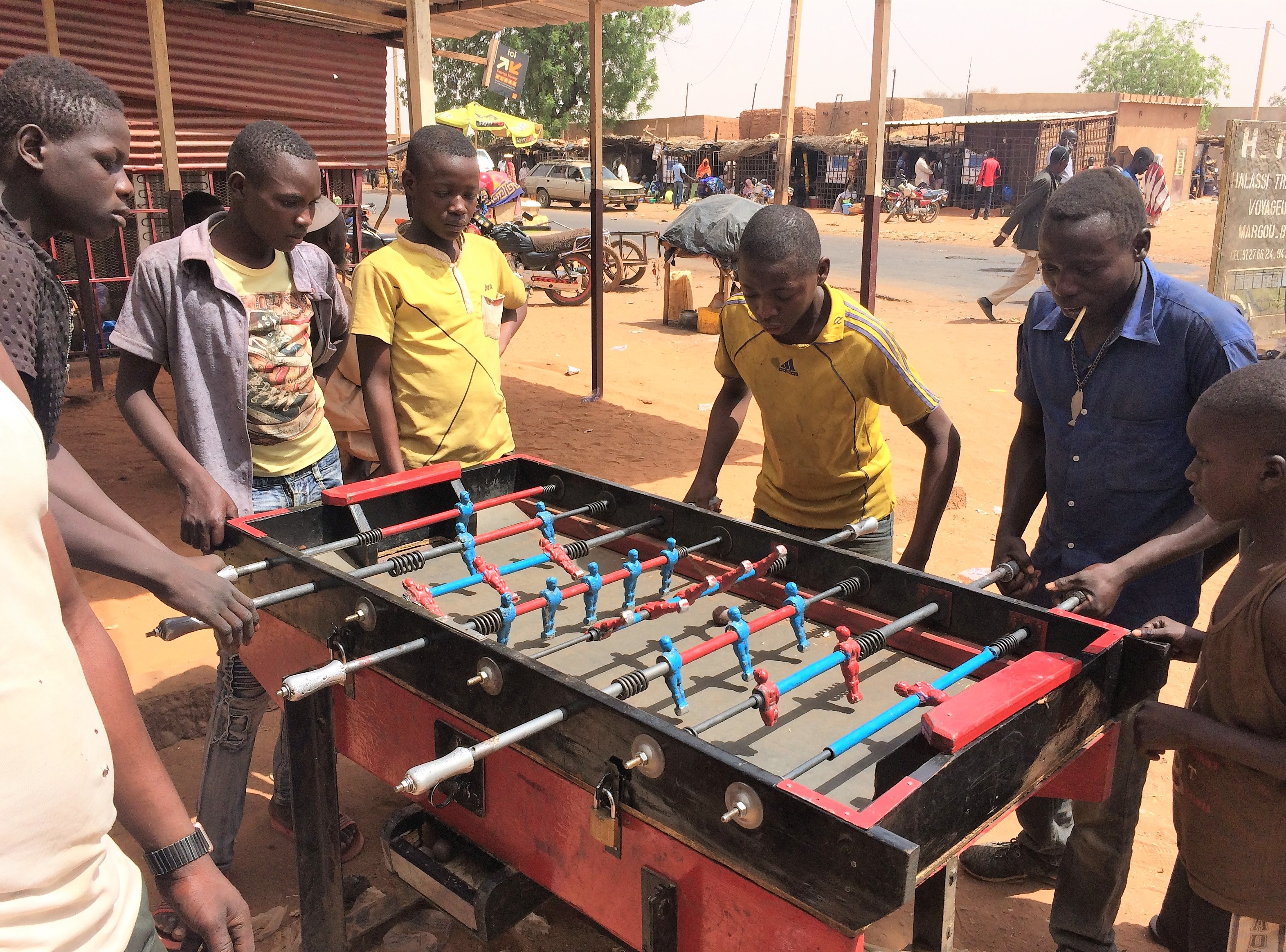
Buben beim Tischfußballspielen in Birni N’Gaouré (2019)

Bei der Volkszählung 2012 hatte die Stadtgemeinde 52.566 Einwohner, die in 6855 Haushalten lebten. Bei der Volkszählung 2001 betrug die Einwohnerzahl 39.578 in 5548 Haushalten.
Das urbane Gemeindegebiet hatte bei der Volkszählung 2012 14.430 Einwohner in 2220 Haushalten, bei der Volkszählung 2001 10.775 in 1762 Haushalten und bei der Volkszählung 1988 6208 in 972 Haushalten. Bei der Volkszählung 1977 waren es 10.479 Einwohner.
In ethnischer Hinsicht ist die Gemeinde ein Siedlungsgebiet von Zarma und Fulbe.

## Politik und Justiz
Der Gemeinderat (conseil municipal) hat 16 gewählte Mitglieder. Mit den Kommunalwahlen 2020 sind die Sitze im Gemeinderat wie folgt verteilt: 10 PNDS-Tarayya, 3 ANDP-Zaman Lahiya, 2 MODEN-FA Lumana Africa und 1 MPN-Kiishin Kassa.
Jeweils ein traditioneller Ortsvorsteher (chef traditionnel) steht an der Spitze der 51 Dörfern im ländlichen Gemeindegebiet.
Die Stadt ist der Sitz eines Tribunal d’Instance, eines der landesweit 30 Zivilgerichte, die unterhalb der zehn Zivilgerichte der ersten Instanz (Tribunal de Grande Instance) stehen. Die Haftanstalt Boboye hat eine Aufnahmekapazität von 250 Insassen.

## Wirtschaft und Infrastruktur

### Wirtschaft

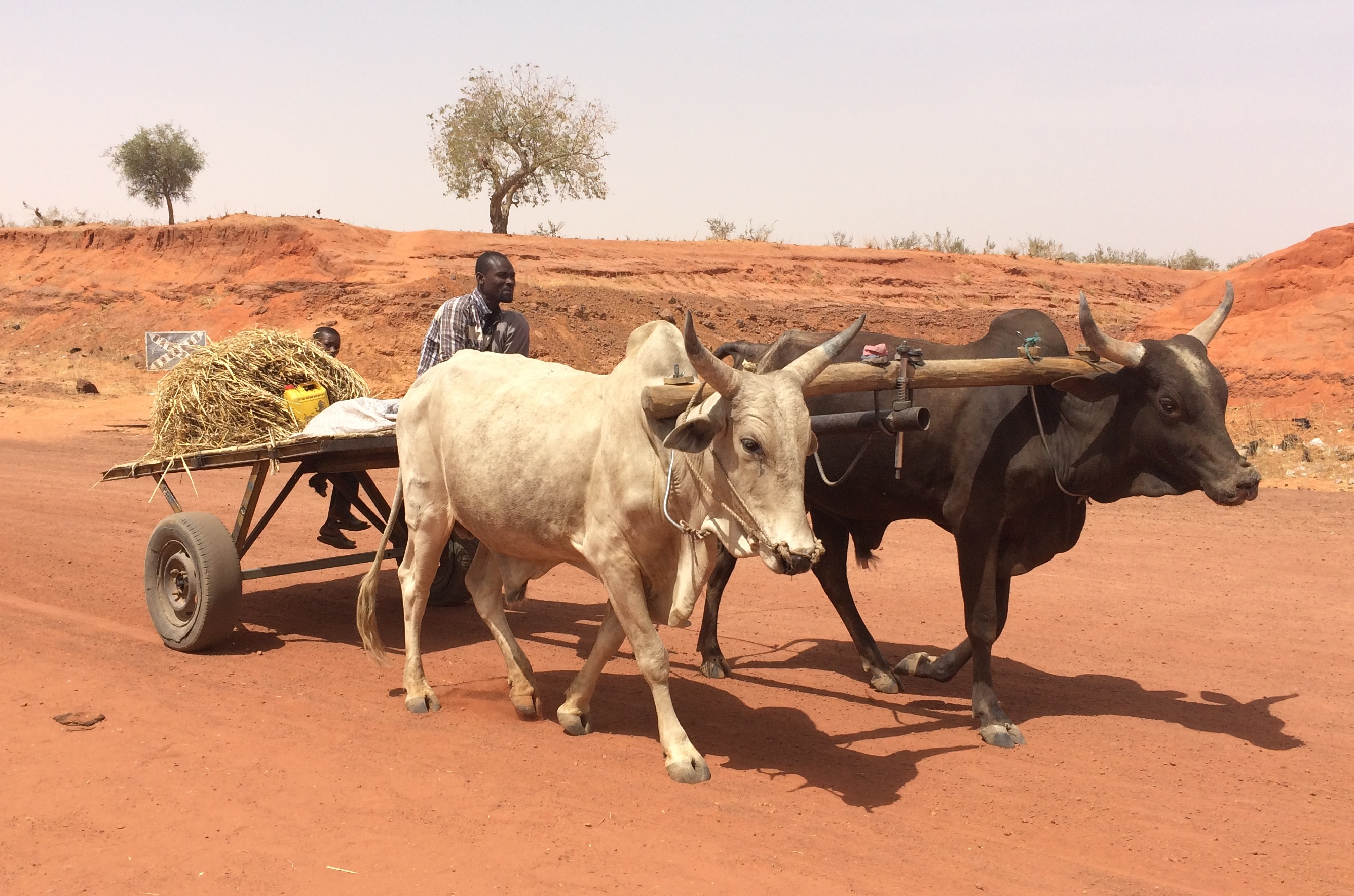
Ein Ochsenkarren im ländlichen Gemeindegebiet von Birni N’Gaouré (2019)

In Birni N’Gaouré wird ein bedeutender Markt abgehalten. Die Stadt liegt in einer Zone, in der Regenfeldbau betrieben wird.

### Gesundheit und Bildung
Im Stadtzentrum gibt es ein Distriktkrankenhaus und ein über ein eigenes Labor und eine Entbindungsstation verfügendes Gesundheitszentrum des Typs Centre de Santé Intégré (CSI). Weitere Gesundheitszentren dieses Typs, jedoch jeweils ohne eigenes Labor und Entbindungsstation, sind in den ländlichen Siedlungen Haoulawal Zarma, Karra und Kofo vorhanden.
Allgemein bildende Schulen der Sekundarstufe sind der CEG Birni N’Gaouré, der CEG FA Birni N’Gaouré und der CES Boboye. Das Kürzel CEG steht dabei für Collège d’Enseignement Général und das Kürzel CES für Collège d’Enseignement Secondaire. Als CEG FA wird ein Collège d’Enseignement Général des Typs Franco-Arabe bezeichnet, das einen Schwerpunkt auf die arabische zusätzlich zur französischen Sprache aufweist. Beim Collège d’Enseignement Technique de Boboye (CET Boboye) handelt es sich um eine technische Fachschule und beim Centre de Formation aux Métiers de Birni N’Gaouré (CFM Birni N’Gaouré) um ein Berufsausbildungszentrum.

### Verkehr

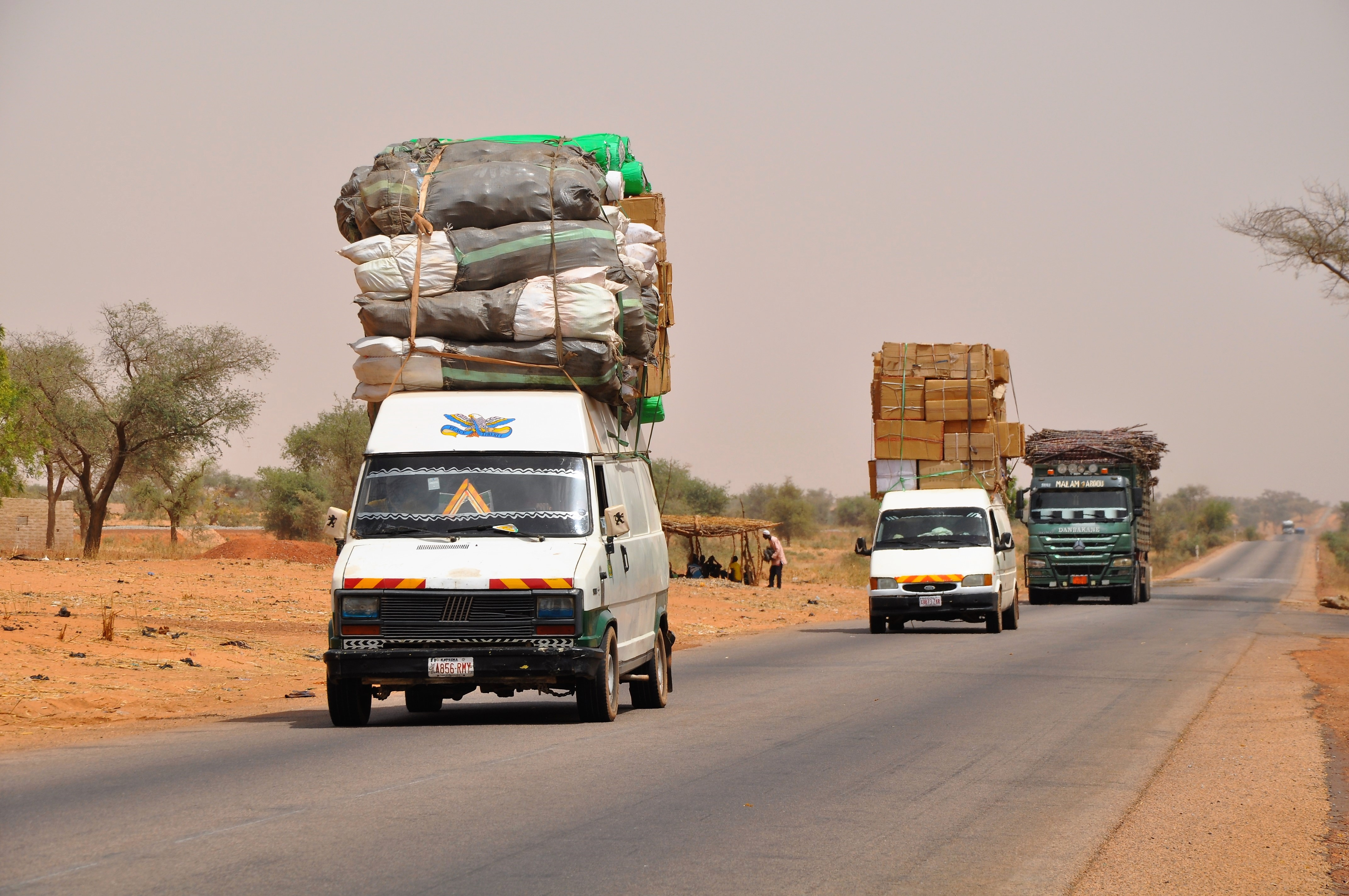
Die Nationalstraße 1 im ländlichen Gemeindegebiet von Birni N’Gaouré (2019)

Durch die Gemeinde führt die Nationalstraße 1 zwischen Mali und Tschad, die längste Fernstraße Nigers. Im Stadtzentrum zweigt die Landstraße RR3-007 nach Tabla ab. Beim Dorf Margou Ganda kreuzt die Nationalstraße 1 die Nationalstraße 35 zwischen Gaya und Winditane.
Birni N’Gaouré liegt auch an der Bahnstrecke Niamey–Dosso, die allerdings nicht befahren wird.

## Persönlichkeiten
- Boubacar Boureima (* 1950), Maler und Szenenbildner
- Boubacar Hama Beïdi (* 1951), Pädagoge, Autor und Politiker
- Hassoumi Massoudou (* 1957), Politiker
- Garba Sidikou (1932–2013), Politiker